# Circe envejosa
Circe envejosa és una pintura a l'oli sobre tela del pintor prerafaelita John William Waterhouse de 1892.
És la seva segona representació, després de Circe oferint la copa a Odisseu (1891), del personatge mitològic grec, Circe, en aquest ocasió mentre està enverinant l'aigua per convertir Escil·la, la seva rival per Glauc, "en un odiós monstre".
Anthony Hobson descriu la pintura mentre sent "investida d'una aura d'amenaça, que té molt a veure amb la combinació de colors de gran abast dels verds profunds i blaus [que Waterhouse] emprades tan bé". Aquests colors són "a prop dels vitralls o joies", segons Gleeson White. Judith Yarnall també repeteix el sentiment sobre els colors, i esmenta una "integritat de línia" en la pintura. Afirma que, mirant les dues obres de Waterhouse sobre Circe, un es qüestiona: "és una deessa o una dona?".
Circe envejosa forma part de la col·lecció de la Galeria d'Art d'Austràlia del Sud, que també posseeix l'obra de Waterhouse Els favorits de l'emperador Flavi Honori.
Waterhouse Més tard retornat al tema de Circe un tercer temps amb El Sorceress (c. 1911).